# 雑魚どもよ、大志を抱け!
『雑魚どもよ、大志を抱け！』（ざこどもよ、たいしをいだけ）は、2023年3月24日に公開された日本映画。
監督は足立紳。
第35回東京国際映画祭「Nippon Cinema Now」部門に正式出品され、足立紳監督と少年たち7人がレッドカーペットを歩いた。第15回TAMA映画賞「最優秀作品賞」を受賞。第25回上海国際映画祭「NIPPON EXPRESS」部門に正式出品。スイスで開催されたGINMAKU日本映画祭で上映された。

## キャスト

### 主要人物
- 高崎瞬　　　演 - 池川侑希弥
- 村瀬隆造　　演 - 田代輝
- 戸梶元太　　演 - 白石葵一
- 星正太郎　　演 - 松藤史恩
- 西野聡　　　演 - 岩田奏
- 玉島明　　　演 - 蒼井旬
- 小林幸介　　演 - 坂元愛登
- 高崎ワコ　　演 - 新津ちせ
- 高崎佳子　　演 - 臼田あさ美
- 高崎作朗　　演 - 浜野謙太
- 村瀬美奈　　演 - 河井青葉
- 村瀬真樹夫　演 - 永瀬正敏

## スタッフ
- 監督 - 足立紳
- 脚本 - 松本稔　足立紳
- 撮影 - 猪本雅三、新里勝也
- 照明 - 山本浩資
- 録音 - 臼井勝
- 美術 - 高橋俊秋
- 編集 - 堀善介
- スクリプター - 渡邉あゆみ
- 衣装 - 宮本茉莉
- ヘアメイク - 大宅理絵
- 特殊メイク/造形 - 飯田文江
- 音楽 - 海田庄吾
- 主題歌 - インナージャーニー「少年」
- スチール - 内堀義之
- 助監督 - 松倉大夏
- 制作担当 - 柳澤真
- ラインプロデューサー - 仙田麻子
- 製作 - 輿田尚志、佐藤晃子　坂井正徳、狩野善則
- プロデューサー - 佐藤現、坂井正徳、足立晃子
- 共同プロデューサー - 狩野善則
- 音楽プロデューサー - 津島玄一
- 製作幹事 - 東映ビデオ
- 配給 - 東映ビデオ
- 受賞 - 第15回TAMA映画賞「最優秀作品賞」[3]